# Augea
Augea ist eine französische Gemeinde im Département Jura in der Region Bourgogne-Franche-Comté. Sie gehört zum Arrondissement Lons-le-Saunier, zum Kanton Saint-Amour und ist Mitglied des Gemeindeverbandes Sud-Revermont. 

## Geographie
Die Gemeinde besteht neben der Hauptsiedlung aus den Weilern  Bois Laurent, Bois de la Tour, Changea und Jousselot. Die Nachbargemeinden sind
- Flacey-en-Bresse (Département Saône-et-Loire) im Norden,
- Maynal im Osten,
- Cuisia im Süden,
- Le Miroir (Département Saône-et-Loire) im Westen.

## Bevölkerungsentwicklung
| Jahr                       | 1962 | 1968 | 1975 | 1982 | 1990 | 1999 | 2008 | 2017 |
| Einwohner                  | 341  | 295  | 274  | 243  | 285  | 272  | 278  | 277  |
| Quellen: Cassini und INSEE |      |      |      |      |      |      |      |      |